# Sofia Dorotea di Württemberg
Sofia Dorotea di Württemberg (Stettino, 25 ottobre 1759 – Pavlovsk, 5 novembre 1828) fu la seconda moglie dell'imperatore Paolo I di Russia, e pertanto fu imperatrice di Russia con il nome di Marija Fëdorovna.

## Biografia

### Principessa di Württemberg
Sofia Maria Dorotea Luisa Augusta era figlia di Federico II Eugenio di Württemberg e della moglie Federica Dorotea di Brandeburgo-Schwedt. Quest'ultima era figlia di Sofia Dorotea di Prussia e quindi Sofia era discendente degli Hohenzollern.
Chiamata come sua madre, Sofia Dorotea, come era conosciuta in famiglia, era la prima femmina all'interno di una numerosa figliolanza, otto figli, di cui cinque maschi e tre femmine.

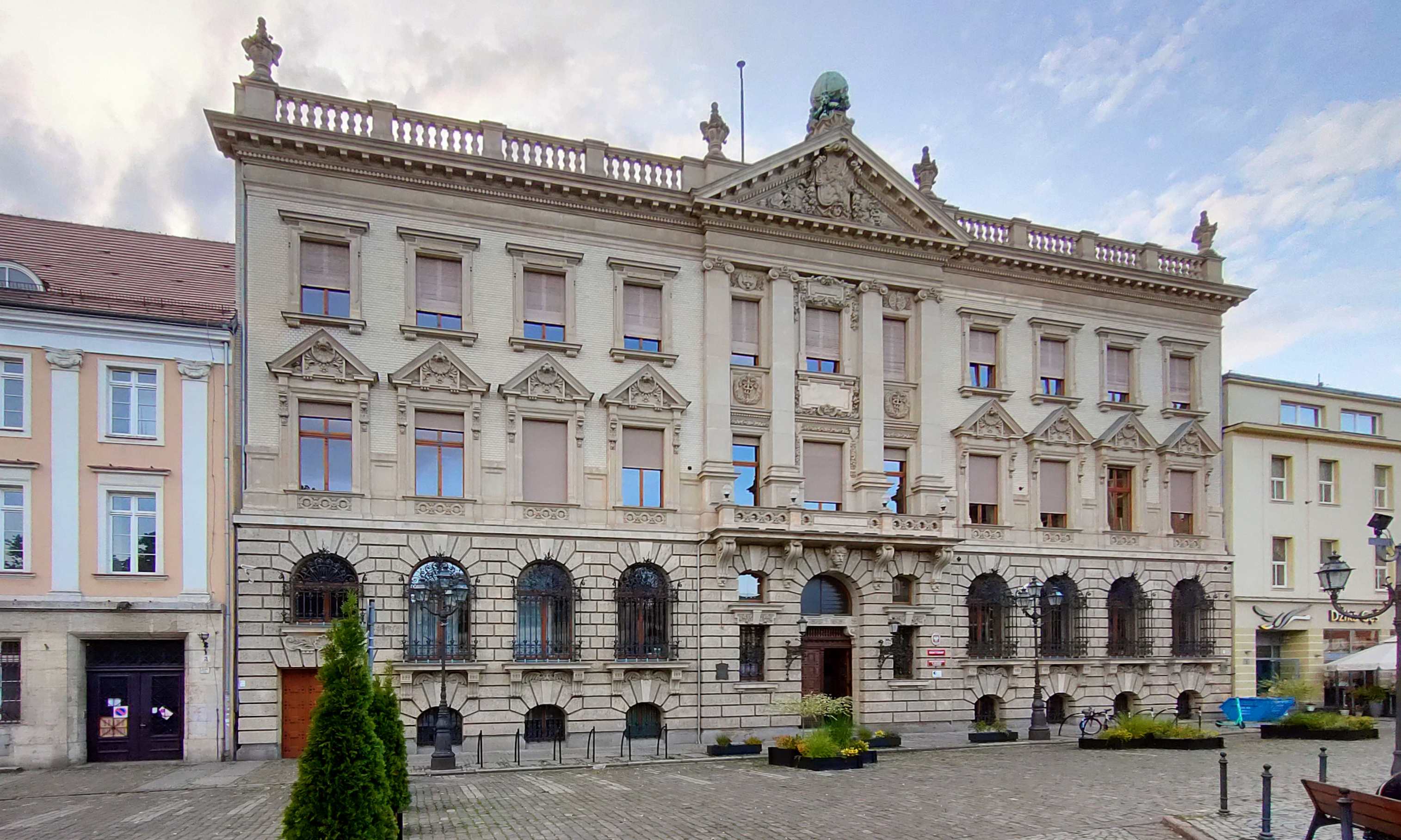
Palazzo Grumbkow a Stettino, dove nacque Maria Feodorovna

Nel 1769, quando aveva dieci anni, si trasferì con la famiglia nel castello di Montbéliard, all'epoca un'enclave del ducato di Württemberg, oggi parte della Franca Contea. Il suo fratello più giovane, Alessandro di Württemberg, nacque lì. Montbéliard era sede di un ramo minore della casata di Württemberg, cui Sofia Dorotea apparteneva. Inoltre esso era un centro culturale, frequentato da molte prestigiose figure politiche e culturali. La residenza estiva della sua famiglia era situata ad Étupes.
L'educazione di Sofia fu molto superiore rispetto a quella mediamente fornita ad una principessa della sua epoca, ed ella conservò per tutta la sua vita un grande amore per le arti. A sedici anni parlava tedesco, francese, italiano e latino. All'età di diciassette anni, Sofia era alta, formosa, con guance rosee ed un carattere solare. Era forte ma tenera, premurosa ed ingenua. Venne educata secondo la moda e la raffinatezza francese, secondo i costumi dell'epoca, ma con un'impronta di germanica semplicità borghese. I valori familiari erano apprezzati sopra ogni altra cosa.
Nel 1773 fu tra le principesse prescelte per diventare moglie del granduca Paolo Romanov, ma poiché aveva solo tredici anni, venne scelta Guglielmina d'Assia-Darmstadt. Sofia venne pertanto fidanzata a Luigi d'Assia, fratello di Guglielmina. Quando però il granduca Paolo rimase vedovo, nel 1776, Federico II di Prussia (prozio materno di Sofia) propose la principessa di Württemberg come moglie del futuro zar. Luigi ricevette un risarcimento in denaro per la rottura del fidanzamento. Pur essendo diciassettenne, Sofia era deliziata alla prospettiva di poter diventare un giorno imperatrice di Russia. Quando la madre le rammentò lo sfortunato destino di alcune sovrane russe, ella le rispose che la sua unica preoccupazione era quella di trovare il proprio posto nel suo nuovo paese rapidamente e con successo.
L'imperatrice Caterina fu contenta della scelta perché la principessa condivideva con lei lo stesso tipo di educazione, lo stesso nome di battesimo e persino la stessa città di nascita. Federico II organizzò il matrimonio e Sofia fu convocata a Berlino, dove Paolo la raggiunse. I due futuri sposi si incontrarono durante una cena di stato, offerta in onore dell'arrivo del granduca a Berlino. Sofia era ansiosa di piacergli e, avendo appreso che i gusti di Paolo erano difficili, parlò con lui di geometria durante il loro primo incontro. Il giorno dopo scrisse una vivace lettera ad un'amica, in cui dichiarò di essere "pazzamente innamorata" del giovane granduca. D'altronde, Paolo era altrettanto entusiasta di Sofia: "Ho trovato una donna destinata ad essere esattamente come sognavo dovesse essere" scrisse a sua madre " è alta, ben fatta, intelligente, sagace e niente affatto timida". Le prime impressioni di Sofia non avrebbero potuto essere più entusiastiche: "Io sono più che contenta" scrisse "Non potrei mai essere più felice di quanto non lo sia ora, cara amica. Il granduca non potrebbe essere più gentile di quanto non sia. Mi vanto del fatto che il mio caro promesso sposo mi ama moltissimo, cosa che mi fa sentire molto, molto fortunata". Dal primo incontro, si era profondamente innamorata del futuro marito. "Non posso andare a letto, mio caro ed adorato principe, senza dirti ancora una volta che ti adoro e ti amo alla follia" scrisse a Paolo.
Subito dopo il suo arrivo a San Pietroburgo nel settembre 1776, si convertì alla Chiesa ortodossa russa, assunse il titolo di Gran Principessa di Russia, cambiando il nome Sofia Dorotea con quello di Marija Fëdorovna. Il matrimonio si celebrò il 26 settembre.

### Gran Principessa di Russia e moglie dell'Erede al Trono
Paolo era un uomo dal carattere difficile, ma Maria si dimostrò completamente soddisfatta del suo destino. " Il mio caro marito è un perfetto angelo ed io lo amo alla follia" scrisse ad un'amica. Ella non abbandonò mai questi suoi sentimenti e, malgrado quanto accaduto in seguito, e nonostante il carattere scontroso e spesso tirannico di Paolo, lo amò davvero.
Dal canto suo, Caterina II, almeno all'inizio, rimase incantata da sua nuora, riguardo alla quale scrisse ad un suo amico: " Ti confesso che sono infatuata, letteralmente infatuata di questa affascinante principessa. È esattamente quanto uno avrebbe potuto sperare: ha la figura di una ninfa, una carnagione di rose e gigli, la più amabile pelle del mondo, è alta e ben fatta. È gradevole; la dolcezza, la gentilezza e l'innocenza si riflettono nel suo volto". Tuttavia, i rapporti tra le due si deteriorarono rapidamente. Nell'acredine esistente tra Caterina e Paolo, Maria Fëdorovna si schierò con decisione dalla parte del marito trascurato, mentre le sue buone intenzioni, volte a facilitare il difficile rapporto tra madre e figlio non fecero che aggravare la situazione.
Nel dicembre 1777 Maria partorì il suo primo figlio, il futuro zar Alessandro I. Solo tre mesi dopo, Caterina sottrasse il neonato ai genitori, di modo da poterlo educare secondo le sue volontà. Quando nacque un altro maschio, nell'aprile 1779, Caterina si comportò allo stesso modo; entrambi furono presi dall'imperatrice Caterina e cresciuti lontano dai genitori. Questa scelta di Caterina deteriorò definitivamente i suoi rapporti con la nuora, che prese ad odiarla aspramente, dato che i genitori erano solo autorizzati a vedere i figli solo una volta alla settimana. Per i successivi quattro anni la coppia non ebbe figli. Privata dell'occupazione di educare e crescere i suoi primi figli, Maria si occupò personalmente dell'arredamento e della decorazione della reggia di Pavlovsk, il regalo fatto da Caterina alla coppia granducale per celebrare la nascita del suo primo nipote. I suoi sforzi avrebbero prodotto una delle più belle tenute di tutta la Russia.

### Personalità
Maria era alta, fiera, fresca, estremamente miope e con un'inclinazione alla corpulenza. Possedeva un portamento indiscutibilmente regale, ed amava lo sfarzo, il cerimoniale e la vita di corte. Era inoltre fortemente attratta da tutti gli intrighi e le macchinazioni che si svolgevano a palazzo.
Particolarmente consapevole del proprio rango, era capace di gestire l'intera giornata, dalle prime ore del mattino fino a notte inoltrata, indossando gli scomodi abiti di corte, senza cedere alla stanchezza o alla fatica, imponendo implacambilmente lo stesso onere al suo entourage, ed era solita seguire le regole dell'etichetta nei più intimi dettagli della sua vita domestica. Inoltre, amava l'ordine e la regolarità. Nella vita privata, lontano dagli sfarzi della corte, era una donna piuttosto frugale, una virtù rara in una principessa dell'epoca, ma questo era dovuto al fatto che ella proveniva da una famiglia numerosa, che per lungo tempo aveva semplicemente costituito un ramo cadetto della casata di Württemberg.
Il suo temperamento e la sua pazienza le furono utili nel comprendere il giusto modo con cui rapportarsi con il suo difficile marito, contribuendo così a costruire un matrimonio riuscito. La sua parsimonia era tale che, come nuova Gran Principessa, non esitò a riutilizzare gli abiti della prima moglie del marito, e giunse a contendere alle dame d'onore persino le pantofole della defunta Natalia.
Maria fu un'appassionata cultrice delle arti e non disdegnò di praticare anche il ricamo. Era abile nel dipingere acquarelli, ed era anche capace di produrre incisioni, disegnare cammei e creare oggetti in avorio ed in ambra, che spesso offriva in dono ai suoi amici più intimi. Era una musicista dotata, ed una rinomata specialista d'orticoltura, con una passione, durata per tutta la vita, per i fiori e le piante. A Pavlovsk riunì un circolo letterario, ad imitazione di quello costituito dai suoi genitori ad Etupes, ed era solita organizzare rappresentazioni teatrali per il marito, che amava particolarmente questo genere di divertimento. In aggiunta a tutto ciò, la Gran Principessa seppe trovare tempo per dedicare energie alle maggiori istituzioni assistenziali ed educative. Ella fissò a San Pietroburgo l'istituto per persone cieche, ed appoggiò la carriera della musicista cieca Carlotta Seuerling, la cui madre salvò dalla rovina. Energica e decisa, si vantava, spesso pubblicamente, di essere molto più intelligente di sua suocera, senza mai perdere l'occasione di paragonare il suo impeccabile comportamento con la scandalosa vita privata di Caterina. Fu ugualmente solerte nell'attaccare i due principali favoriti di Caterina, Potëmkin e Mamonov.
Maria Feodorovna incarnò nel popolo e nei nobili l'ideale della perfetta consorte imperiale, e Paolo fu per molti anni un marito modello, pazzamente innamorato della donna che aveva sposato.

### Tour Europeo
Maria e Paolo chiesero a Caterina il permesso di compiere un viaggio nell'Europa Occidentale. Nel settembre 1781, sotto gli pseudonimi di "il conte e la contessa di Severny", l'erede al trono e sua moglie partirono per un viaggio che si protrasse per quattordici mesi e li portò in Polonia, Austria, Italia, Portogallo, Francia, Belgio, Paesi Bassi e Germania. Parigi, in special modo, impressionò la coppia. In Austria, l'Imperatore Giuseppe II comparò Maria con sua moglie, ritenendo la prima nettamente superiore. Durante la loro visita in Italia, essi dimostrarono di essere molto innamorati, sorprendendo i loro compagni di viaggio quando Paolo e Maria non riuscivano a smettere di baciarsi in pubblico. Lungo la via del ritorno a San Pietroburgo, Maria si recò in Württemberg, a visitare i suoi genitori. Alla fine del 1782, tornarono in Russia, e Maria dedicò tutte le sue attenzioni al Palazzo di Pavlovsk, dove diede alla luce Alessandra Pavlovna, la prima delle sei figlie che avrebbe partorito nei successivi dodici anni. Per celebrare la nascita di Alessandra, Caterina II donò al figlio e alla nuora il Palazzo di Gatchina, che avrebbe occupato le attenzioni di Paolo sino alla sua ascesa al trono. Questa volta la zarina permise ai genitori di crescere la bimba.

### Ultimi anni sotto Caterina II
Durante gli ultimi anni di regno di Caterina II, Maria e Paolo furono costretti a vivere in "esilio" a Gatchina, privi di un ricco appannaggio. Essi rimasero una coppia devota e amorevole nonostante tutte le avversità della vita. Maria moderò gli elementi estremi del carattere del marito, esercitando su di lui una benefica influenza. Nel contempo, continuò ad abbellire e ad impreziosire la Reggia di Pavlovsk, e si dedicò ad attività caritative a favore dei suoi abitanti. Si impegnò devotamente ad espandere il suo modesto salone letterario, e programmò serate teatrali e musicali per la sua famiglia ed i suoi amici. Lei stessa fu un'esperta suonatrice di clavicembalo ed amava leggere e scrivere. Scrisse voluminosi diari che ricordavano la sua vita nei minimi dettagli. Sennonché Nicola I, eseguendo le sue ultime volontà, bruciò tutti questi volumi dopo la morte della madre. Anche la maggior parte delle lettere che Maria scrisse non sono a noi pervenute, dato che usualmente era solita chiedere che esse venissero bruciate.
La stretta relazione tra Paolo e Caterina Nelidova, una delle dame di compagnia di Maria, costituì la prima crisi nel loro matrimonio. La liaison di Paolo, un attaccamento molto intenso, ma a suo dire puramente platonico, per la Nelidova, fu comunque particolarmente doloroso per Maria, essendo stata l'altra donna una sua cara amica. Di conseguenza i suoi rapporti con la Nelidova si inasprirono per diversi anni. Comunque, più tardi, Maria cominciò ad accettare la tesi di Paolo secondo cui si trattava solo di un'amicizia, ed alla fine ella non solo l'accettò, ma giunse ad unire le proprie forze con quelle della Nelidova nel tentativo di moderare il temperamento sempre più nevrotico e dispotico di Paolo.

### Imperatrice Consorte di Tutte le Russie
Dopo aver trascorso vent'anni nell'ombra, la morte di Caterina II nel 1796 consentì a Maria Feodorovna di acquistare un ruolo predominante come Imperatrice Consorte. Finché Caterina era rimasta in vita, Maria non aveva avuto alcuna possibilità d'interferire negli affari di stato, così come Paolo, anch'egli escluso, ma dopo l'ascesa al trono del marito, ella iniziò a prendere parte alla politica, dapprima timidamente, ma in seguito sempre più risolutamente.
La sua influenza sul marito fu grande, ed in generale benefica. Ciò nonostante, è possibile che ella abusasse di ciò per aiutare i suoi amici o danneggiare i suoi nemici.
Maria continuò ad avere un gusto eccezionale in fatto di residenze imperiali. I Palazzi di Pavlovsk, Gatchina, Carskoe Selo, il Palazzo d'Inverno a San Pietroburgo e l'Hermitage vennero sfarzosamente decorati e arredati sotto la sua personale guida. L'Imperatrice amava tutte le arti e le sostenne generosamente. Comunque, il suo lascito più importante alla Russia fu l'istituzione delle prime scuole per donne, così come di numerose organizzazioni caritatevoli nell'Impero. Queste istituzioni sopravvissero sino alla rivoluzione del 1917. Da Imperatrice, aiutò più che poté i suoi numerosi parenti poveri, alcuni dei quali, ad esempio suo fratello Alessandro di Württemberg (1771–1833), vennero invitati in Russia.
Sebbene Paolo e sua moglie non fossero più così legati come un tempo, tra loro rimase una buona dose di affetto e complicità. Il loro rapportò soffrì ulteriormente negli ultimi anni di vita di Paolo. Dopo che Maria partorì il suo decimo ed ultimo figlio nel 1798, Paolo si innamorò della diciassettenne cameriera Anna Lopukhina, anche se assicurò a sua moglie che il suo legame era come di natura paterna. Paolo fu Imperatore esattamente per quattro anni, quattro mesi e quattro giorni, venendo assassinato il 12 marzo 1801.

### Imperatrice Madre
La notte dell'assassinio del marito Maria Feodorovna pensò di imitare l'esempio di Caterina II e tentò di proclamarsi Imperatrice. Al figlio Alessandro I occorsero diversi giorni per convincerla ad abbandonare questa pretesa spericolata, che non era sostenuta da alcuna fazione. Successivamente, per qualche tempo, ogni volta che suo figlio veniva a farle visita, l'Imperatrice Madre avrebbe posto uno scrigno tra loro, contenente la camicia da notte macchiata di sangue che Paolo indossava la notte in cui era stato assassinato, quale segno di silenzioso rimprovero. Tuttavia i rapporti tra madre e figlio migliorarono grazie al fatto che, sotto il nuovo Imperatore, Maria, rimasta vedova all'età di soli quarantuno anni, si vide riconfermata nel ruolo di prima donna della corte russa. Nelle cerimonie pubbliche, l'Imperatrice Madre Maria era solita prendere il braccio dell'Imperatore mentre l'Imperatrice Consorte Elisabetta doveva camminare dietro di loro. Quest'usanza di dare diritto di precedenza all'Imperatrice Vedova sull'Imperatrice Consorte fu introdotta con lei e divenne tipica della sola corte russa.
Maria non solo deteneva la più alta posizione femminile a Corte, ma presiedeva tutte le organizzazioni caritative dell'Impero, controllava la banca dei prestiti e godeva di numerose e cospicue rendite. Questi ricchi appannaggi le consentirono di vivere in grande stile. I suoi appartamenti erano arredati con sfarzo e gran gusto. Perpetuando la tradizione di Caterina II, assisteva alle parate in uniforme militare, portando il cordone di un ordine sul petto. La sua eleganza e la sua raffinatezza, i grandiosi ricevimenti dove si presentava vestita sontuosamente, circondata da un esercito di dame di palazzo, ciambellani e funzionari, erano in evidente contrasto con la semplice vita di corte di suo figlio Alessandro, i cui modi ritirati e la cui riservata moglie non erano all'altezza di competere con la vita sfarzosa dell'Imperatrice Madre, improntata allo stile dell'epoca di Caterina II.
Il futuro delle sue figlie e l'educazione dei suoi tre figli più giovani occuparono l'attenzione di Maria durante i primi anni della sua vedovanza. Ella fu una buona ed amorevole madre, e nonostante il fatto che Caterina le avesse sottratto i suoi primi figli nei loro primi anni, Maria riuscì a mantenere un rapporto stretto con loro, così come con tutti gli altri suoi figli, che le furono sinceramente attaccati. Suo figlio Alessandro le permise di avere un controllo totale sull'educazione dei suoi fratelli più piccoli, il futuro Nicola I e il granduca Michele. Maria Feodorovna provò invano a sorpassare l'educazione che Caterina II aveva fornito ai suoi primi due figli, ma non scelse certamente gli insegnanti migliori per quelli più giovani. Una volta che tutti i suoi figli furono cresciuti, l'Imperatrice Madre mantenne una fitta corrispondenza con loro, ma essendo dotata di un carattere freddo, può darsi che essa sia stata di tipo distaccato e remoto.
La posizione di grande rilievo occupata dall'Imperatrice Madre rese il suo Palazzo di Pavlovsk un luogo obbligatorio da visitare per i grandi personaggi di San Pietroburgo, ma i suoi tentativi di avere maggior influenza politica sul governo del figlio non ebbero molto successo. Maria si oppose veementemente a qualsivoglia tentativo compiuto dal figlio per arrivare ad un accordo con Napoleone Bonaparte. In questo, ella mantenne la sua altezzosa e categorica opinione. Quando l'Imperatore francese si offrì di sposare la sorella più giovane di Alessandro, Anna Pavlovna, Maria si oppose fortemente a questa proposta. La sua corte fu il centro del sentimento anti-napoleonico durante le Guerre Napoleoniche e l'Imperatrice Madre fu un'acerrima nemica di Bonaparte.
Anche dopo aver superato la cinquantina Maria mantenne numerose tracce della sua bellezza giovanile. Di robusta costituzione, ella sopravvisse a cinque dei suoi dieci figli, incluso il suo primogenito Alessandro e sua moglie Elisabetta, assistendo all'ascesa al trono del suo terzo maschio, Nicola I, e fu una figura influente nella prima educazione di suo nipote, il futuro Alessandro II.
L'Imperatrice Madre Maria Feodorovna morì a Pavlovsk il 5 novembre del 1828, all'età di sessantanove anni. Dopo la sua morte, la sua memoria fu riverita da figli e nipoti. Le successive Imperatrici si rifecero alla sua figura, prendendola a modello. Il suo Palazzo di Pavlovsk, in cui visse così a lungo ed in cui lasciò un notevole segno, venne mantenuto dai suoi discendenti nello stato in cui lei l'aveva lasciato, quasi fosse un museo di famiglia, dapprima dal suo ultimo figlio maschio, Michele, ed in seguito dal ramo Kostantinovich della famiglia imperiale che l'ereditò e lo conservò sino alla Rivoluzione Russa.

## Discendenza
Sofia e Paolo ebbero dieci figli, quattro maschi e sei femmine:
- Alessandro I di Russia (1777-1825), Imperatore di Tutte le Russie. Sposò Luisa Maria di Baden da cui ebbe due figlie morte infanti;
- Costantino (1779-1831), rinunciò ai diritti alla successione nel 1822. Sposò Giuliana di Sassonia-Coburgo-Gotha e, dopo il divorzio, Giovanna Grudzińska. Ebbe un figlio dalla seconda moglie e tre figli illegittimi;
- Alessandra (1783-1801). Sposò Giuseppe Antonio Giovanni d'Asburgo-Lorena, figlio di Leopoldo II d'Asburgo-Lorena. Morì di febbre puerperale dopo aver messo al mondo la sua unica figlia, morta anch'essa a poche ore dal parto;
- Elena (1784-1803). Sposò il Margravio Ereditario Federico Ludovico di Meclemburgo-Schwerin a cui diede due figli;
- Maria (1786-1859). Sposò il Granduca Carlo Federico di Sassonia-Weimar-Eisenach a cui diede quattro figli;
- Caterina (1788-1819). Sposò Giorgio di Holstein-Oldenburg a cui diede due figli e, alla morte di questi, Guglielmo I di Württemberg a cui diede due figlie;
- Olga (22 luglio 1792 - 26 gennaio 1795). Morì infante a causa delle conseguenze di un ascesso dentale;
- Anna (1795-1865). Sposò Guglielmo II dei Paesi Bassi a cui diede cinque figli;
- Nicola I di Russia (1796-1855), Imperatore di Tutte le Russie dopo il fratello maggiore.  Sposò Carlotta di Prussia da cui ebbe sette figli;
- Michele (1798-1849). Sposò Carlotta di Württemberg da cui ebbe cinque figlie.

## Ascendenza
|                                           |                                          |                                                           | Genitori                                  |  |  | Nonni |  |  | Bisnonni                                |  |  | Trisnonni                   |  |
|                                           |                                          |                                                           |                                           |  |  |       |  |  | Federico Carlo di Württemberg-Winnental |  |  | Eberardo III di Württemberg |  |
|                                           |                                          |                                                           |                                           |  |  |       |  |  | Federico Carlo di Württemberg-Winnental |  |  | Eberardo III di Württemberg |  |
|                                           |                                          | Anna Caterina Dorotea di Salm-Kyrburg                     |                                           |  |  |       |  |  | Federico Carlo di Württemberg-Winnental |  |  |                             |  |
| Carlo I Alessandro di Württemberg         |                                          |                                                           |                                           |  |  |       |  |  | Federico Carlo di Württemberg-Winnental |  |  |                             |  |
|                                           |                                          | Eleonora Giuliana di Brandeburgo-Ansbach                  | Alberto II di Brandeburgo-Ansbach         |  |  |       |  |  |                                         |  |  |                             |  |
|                                           |                                          | Eleonora Giuliana di Brandeburgo-Ansbach                  | Alberto II di Brandeburgo-Ansbach         |  |  |       |  |  |                                         |  |  |                             |  |
|                                           |                                          | Eleonora Giuliana di Brandeburgo-Ansbach                  | Sofia Margherita di Oettingen-Oettingen   |  |  |       |  |  |                                         |  |  |                             |  |
| Federico II Eugenio di Württemberg        |                                          | Eleonora Giuliana di Brandeburgo-Ansbach                  |                                           |  |  |       |  |  |                                         |  |  |                             |  |
|                                           |                                          | Anselmo Francesco di Thurn und Taxis                      | Eugenio Alessandro di Thurn und Taxis     |  |  |       |  |  |                                         |  |  |                             |  |
|                                           |                                          | Anselmo Francesco di Thurn und Taxis                      | Eugenio Alessandro di Thurn und Taxis     |  |  |       |  |  |                                         |  |  |                             |  |
|                                           |                                          | Anselmo Francesco di Thurn und Taxis                      | Anna Adelaide di Fürstenberg-Heiligenberg |  |  |       |  |  |                                         |  |  |                             |  |
| Maria Augusta di Thurn und Taxis          |                                          | Anselmo Francesco di Thurn und Taxis                      |                                           |  |  |       |  |  |                                         |  |  |                             |  |
|                                           |                                          | Maria Ludovica Anna di Lobkowicz                          | Ferdinando Augusto Leopoldo di Lobkowicz  |  |  |       |  |  |                                         |  |  |                             |  |
|                                           |                                          | Maria Ludovica Anna di Lobkowicz                          | Ferdinando Augusto Leopoldo di Lobkowicz  |  |  |       |  |  |                                         |  |  |                             |  |
|                                           |                                          | Maria Ludovica Anna di Lobkowicz                          | Maria Anna di Baden-Baden                 |  |  |       |  |  |                                         |  |  |                             |  |
| Sofia Dorotea di Württemberg              |                                          | Maria Ludovica Anna di Lobkowicz                          |                                           |  |  |       |  |  |                                         |  |  |                             |  |
|                                           | Filippo Guglielmo di Brandeburgo-Schwedt | Federico Guglielmo I di Brandeburgo                       |                                           |  |  |       |  |  |                                         |  |  |                             |  |
|                                           | Filippo Guglielmo di Brandeburgo-Schwedt | Federico Guglielmo I di Brandeburgo                       |                                           |  |  |       |  |  |                                         |  |  |                             |  |
|                                           | Filippo Guglielmo di Brandeburgo-Schwedt | Sofia Dorotea di Schleswig-Holstein-Sonderburg-Glücksburg |                                           |  |  |       |  |  |                                         |  |  |                             |  |
| Federico Guglielmo di Brandeburgo-Schwedt | Filippo Guglielmo di Brandeburgo-Schwedt |                                                           |                                           |  |  |       |  |  |                                         |  |  |                             |  |
|                                           |                                          | Giovanna Carlotta di Anhalt-Dessau                        | Giovanni Giorgio II di Anhalt-Dessau      |  |  |       |  |  |                                         |  |  |                             |  |
|                                           |                                          | Giovanna Carlotta di Anhalt-Dessau                        | Giovanni Giorgio II di Anhalt-Dessau      |  |  |       |  |  |                                         |  |  |                             |  |
|                                           |                                          | Giovanna Carlotta di Anhalt-Dessau                        | Enrichetta Caterina d'Orange              |  |  |       |  |  |                                         |  |  |                             |  |
| Federica Dorotea di Brandeburgo-Schwedt   |                                          | Giovanna Carlotta di Anhalt-Dessau                        |                                           |  |  |       |  |  |                                         |  |  |                             |  |
|                                           |                                          | Federico Guglielmo I di Prussia                           | Federico I di Prussia                     |  |  |       |  |  |                                         |  |  |                             |  |
|                                           |                                          | Federico Guglielmo I di Prussia                           | Federico I di Prussia                     |  |  |       |  |  |                                         |  |  |                             |  |
|                                           |                                          | Federico Guglielmo I di Prussia                           | Sofia Carlotta di Hannover                |  |  |       |  |  |                                         |  |  |                             |  |
| Sofia Dorotea di Prussia                  |                                          | Federico Guglielmo I di Prussia                           |                                           |  |  |       |  |  |                                         |  |  |                             |  |
|                                           |                                          | Sofia Dorotea di Hannover                                 | Giorgio I del Regno Unito                 |  |  |       |  |  |                                         |  |  |                             |  |
|                                           |                                          | Sofia Dorotea di Hannover                                 | Giorgio I del Regno Unito                 |  |  |       |  |  |                                         |  |  |                             |  |
|                                           |                                          | Sofia Dorotea di Hannover                                 | Sofia Dorotea di Celle                    |  |  |       |  |  |                                         |  |  |                             |  |
|                                           |                                          | Sofia Dorotea di Hannover                                 |                                           |  |  |       |  |  |                                         |  |  |                             |  |